# Yicheng
Yicheng (chiń. upr. 宜城市; chiń. trad. 宜城市; pinyin Yíchéng Shì) – miasto na prawach powiatu w południowo-wschodniej części prefektury miejskiej Xiangyang w prowincji Hubei w Chińskiej Republice Ludowej. Według danych z 2010 roku, liczba mieszkańców miasta wynosiła 512530.